# Michael Schulte (Schriftsteller)
Michael Schulte (* 22. April 1941 in München; † 20. Juni 2019 in Satrup), Pseudonyme Max Puntila, auch Mike McSorley, war ein deutscher Schriftsteller und literarischer Übersetzer.

## Leben
Michael Schulte verbrachte seine Jugend in Niederbayern und Damaskus. Ende der 1950er Jahre hielt er sich für ein Jahr als Austauschschüler in den USA auf. Nach dem Abitur und einer abgebrochenen Buchhändlerlehre studierte er Germanistik, Geschichte und Philosophie in Göttingen und Frankfurt am Main.
Nach Abbruch des Studiums lebte er als freier Schriftsteller an verschiedenen Orten in Deutschland. ca. 1977 las er in der BR-Sendung Pop Sunday aus seinem Text Lexikon der Rauchzeichen. 1982 wanderte er in die USA aus, wo er je ein Jahr in New York und in Santa Fe (New Mexico) lebte. Ab 1984 betrieb er gemeinsam mit seiner Frau eine Kaffeehausgalerie in Bisbee. Ende der 80er Jahre kehrte er nach Deutschland zurück, wo er wiederum an verschiedenen Orten (Frankfurt am Main, München, Hamburg) lebte. Zwischen Dezember 1970 und Februar 1971 stellte er Ulrike Meinhof sowie anderen Mitgliedern der RAF (Baader, Ensslin, Meins, Raspe, Astrid Proll und Petra Schelm) seine Zweieinhalb Zimmer-Dachgeschosswohnung in der Offenbacher Landstraße 395 in Frankfurt zur Verfügung. Dafür wurde er wegen Unterstützung einer kriminellen Vereinigung zu acht Monaten Gefängnis auf Bewährung verurteilt. Anfang der 90er Jahre ging er nochmals für vier Jahre in die USA.
Im Jahre 1998 kam es zu einem Skandal anlässlich der Veröffentlichung von Schultes Ambrose-Bierce-Biographie „Allein in schlechter Gesellschaft“, die, wie sich nach Erscheinen herausstellte, in weiten Passagen ein Plagiat eines amerikanischen Werkes war und vom Verlag daraufhin zurückgezogen wurde. Allerdings hatte er den Verleger rechtzeitig auf seine Quelle aufmerksam gemacht und vorgeschlagen, die entsprechenden Passagen mittels Fußnoten kenntlich zu machen, was der Verleger ablehnte. Schulte lebte ab 2010 bei Grünholz/Angeln in Schleswig-Holstein. Er erhielt neben verschiedenen Stipendien 1971 den Förderpreis des Landes Nordrhein-Westfalen und 1988 den Literaturförderpreis der Stadt Hamburg. Seit 2010 schrieb Schulte nur noch für den Hörfunk und war hauptberuflich Maler.
Michael Schulte war ein Vertreter der komischen deutschen Gegenwartsliteratur. Wichtige Einflüsse waren für ihn der Dadaismus, die absurde Komik Karl Valentins, der anarchische Humor der Marx Brothers und der Pataphysiker, der tschechische Autor Ivan Vyskočil sowie der amerikanische Autor Kurt Vonnegut.

## Werke
| - Karl Valentin in Selbstzeugnissen und Bilddokumenten, Reinbek bei Hamburg 1968 - Die Dame, die Schweinsohren nur im Liegen aß, München 1970 - Drei Nonnen gekentert, München 1972 - Goethes Reise nach Australien, München [u. a.] 1976 - Elvis’ Tod, München [u. a.] 1980 - Geschichten von unterwegs, Frankfurt am Main [u. a.] 1981 - Bambus, Coca-Cola, Bambus, München 1982 - Sabine Hubers Glück und Elend, München 1983 - Apfel, München 1986 - Führerscheinprüfung in New Mexico, Augsburg 1986 - Die endgültige Spülbürste, Augsburg 1987 - Karl Valentin, Hamburg 1982 - Bisbee, Arizona, Augsburg 1988 - Warum haben Sie nicht das Pferd geheiratet?, München [u. a.] 1990 - Besuch bei V. O. Stomps, Augsburg 1991 - Die Papageienschmuggler, Augsburg 1991 - Gemensch & Getier, Augsburg 1994 | - Unbekannt verzogen, Frankfurt am Main 1995 - Zitroneneis, Frankfurt am Main 1996 - New York City, Frankfurt am Main 1997 - Allein in schlechter Gesellschaft, Frankfurt am Main 1998 - Stiefmuttertag, Augsburg 1998 - Rosi und andere Frauen fürs Leben, Wien 1999 - Briefträger Paul, Wien 2000 - Ein Dschungelkönig in Amerika, Wien 2000 - Das Angebot der Woche, Wien 2001 - Cowboys in Kassel, Wien 2002 - Krumm gelaufen, Zürich 2003 - Die rote Schachtel plus Schokolegende, Augsburg 2004 - Der Frühstücksdirektor, München 2004 - Wo immer ich bin, ist nirgendwo. Hobos und Tramps in Amerika, Zürich 2005 - Ich freu mich schon auf die Hölle. Szenen aus meinem Leben, Wien 2005 - Berta Zuckerkandl. Saloniere, Journalistin, Geheimdiplomatin, Hamburg 2006 - Die Flaschenpost des Herrn Debussy, Wien 2007 - Kühe im Mondschein, Augsburg 2014 |

## Herausgeberschaft
- Literarische Nasen, Frankfurt am Main 1969
- Karl Valentin: Sturzflüge im Zuschauerraum, München 1969
- Die Äpfel des Pegasus, München 1972
- Karl Valentin: Das große Karl-Valentin-Buch, München [u. a.] 1973
- Das große Sherlock-Holmes-Buch, München [u. a.] 1977
- Karl Valentins Filme, München [u. a.] 1978 (zusammen mit Peter Syr)
- Hermann Löns: Die Hunde beheulen den Tod des Herzogs, Düsseldorf 1981
- Christian Morgenstern: Das Morgenstern-Buch, München [u. a.] 1985
- Paris war unsere Geliebte, München [u. a.] 1989

## Übersetzungen
- Tama Janowitz: Ein Kannibale in Manhattan, München 1988
- Tim Parks: Doppelleben, München 2003
- Elliot Paul: Mickey Finn, Zürich 1993
- Lily Prior: La cucina siciliana oder Rosas Erwachen, Hamburg 2002
- Anne Rice: Der Fürst der Finsternis, München 2000
- Anne Rice: Die Königin der Verdammten, München 1991
- Hal Sirowitz: … sagte Mutter, München 2002
- Christine Sutherland: Monica, Frankfurt am Main 1997
- F. X. Toole: Champions, Hamburg 2001
- Kurt Vonnegut: Katzenwiege, München [u. a.] 1985
- Kurt Vonnegut: Slapstick oder Nie wieder einsam, München 1977

## Hörspiele
- Was Groucho Marx sagte und das Hörspiel im Hörspiel (Radio Bremen 1971)
- Jahrmarkt oder Vom Zuschaun allein schafft man's nicht, zus. mit Ulrich Raschke (SDR 1973)
- Das ewige Konzert in New York (hr/SachsenRadio 1991)
- Der Traum der Kreuzworträtsellöserin (hr/MDR 1993)
- Die Sprechstundenhilfe (MDR/ORF 1994)
- Das Leben des Karl Valentin – Eine klingende Biographie in 14 Folgen (MDR 1995)
- Supermarkt (Radio Bremen 1996)
- Stammtisch der alten Männer (MDR 1997)
- Doc Holliday oder Die Melancholie des Pokerspiels (DLR 2007)
- Mendelssohn-Almanach – Szenen aus dem Leben des Felix Mendelssohn Bartholdy (MDR 2008)

## Features
- „Übernehme sämtliche Aufträge im Auf- und Abtragen von Aufträgen“ – Der Komiker Karl Valentin (SDR 1974)
- Es ist sicher absurd, daß ich trotzdem gerne hier bin! - Frankfurter Schriftsteller über ihre Stadt (zusammen mit Ulrich Raschke – hr 1975)
- Vom Reich der Nelken ins Gebirge der Wasserbüffel – Protokoll einer Reise durch Sulawesi (hr/SFB 1983)
- Egal, was passiert, hier ist alles schon passiert – Warum Deutsche in New York leben (MDR 1994)
- Hier übernachtet man nicht – Chelsea-Hotel: Porträt einer Legende (MDR 1996)
- Der glückliche zweite Geiger – Henry Meyers Weg vom Dresdner Wunderkind zum Emigranten (MDR 1997)
- Mit Tollkühnheit stürzt sich alles ins Vergnügen - Zur Geschichte des Walzers (MDR 1999)
- Der Mann, der aus dem Fenster sprang … - Das abenteuerliche Leben des Schriftstellers Ludwig Lugmeier (NDR 2003)
- Das Kamel des Abendlandes – Ein Hörbild rund um das Fahrrad (MDR 2004)
- Das Esperanto der Küche – Zur Kulturgeschichte des Ketchup (MDR 2005)
- Der liebste Ort – Kleine Kulturgeschichte des Klo’s (MDR 2005)
- Ein Zipfel Unsterblichkeit – Das Leben des Mozartlibrettisten Lorenzo da Ponte (MDR 2006)
- Lirum Larum – Das Besteck (MDR 2007)
- Das weiße Gold – Ein Salzkaleidoskop (MDR 2009)
- Die Schwingtür hat es nie gegeben – Eine Reise durch die Geschichte des amerikanischen Saloons (MDR 2010)
- Taschendiebe (MDR 2016)

## Radio-Essay
| - Interview mit Jakov Lind (MDR 1993) - Weltuntergang mit Gelächter: Kurt Vonnegut (MDR 1994) - Das Leben des Karl Valentin – eine klingende Biographie in 15 Folgen (MDR 1995), als Hörbuch bei Audiobuch Freiburg: ISBN 978-3-933199-80-5. - „Selbst wenn ich dem Suff ergeben bin...“ – Brendan Behan, Geschichtenerzähler, Rebell, blasphemischer Katholik (MDR 1996) - Sohn eines Mühlhausener Tabakwarenhändlers baut die Brooklyn Bridge – Der Baumeister Johann Röbling (MDR 1997) - Ambrose Bierce oder der Advocat des Teufels (MDR 1998) - Mit Anstand zwischen den Stühlen – Erich Kästner (MDR 1999) - Ein Afrikaforscher der Alltäglichkeit – Peter Altenberg (MDR 1999) - Goethe-Beschimpfungen (MDR 1999) - Eine gewissene Freude am Unglück – Nikolaus Lenau (MDR 2000) - Ich schreibe, um zu provozieren. – Thomas Bernhard (MDR 2001) - Die heile Welt der Micky Maus – Walt Disney und das saubere Amerika (MDR 2001) - Wir sind alle Landstreicher – Knut Hamsun (MDR 2002) - Das Gehirn des Menschen ist zu gross – Notizen zu Kurt Vonnegut (MDR 2002) - Mein Leben besteht aus lauter Kleinigkeiten – Robert Walser (MDR 2003) - Geh nicht so sanft in diese gute Nacht – Dylan Thomas (MDR 2003) - Im Mantel einer Vogelscheuche – Günter Bruno Fuchs (MDR 2003) - Poesie ist Leben, Prosa ist der Tod – Friederike Kempner (MDR 2004), als Hörbuch bei Audiobuch Freiburg: ISBN 3-89964-049-7. - Ich bin eigentlich ein Taschendieb – Bohumil Hrabal (MDR 2004) - Von Hofzwergen und Milchzähnen – Der österreichische Humorist Fritz von Herzmanovsky-Orlando. (MDR 2004) - Selbstgespräche in einem dunklen Zimmer – Die Geisterwelt des Nathaniel Hawthorne (MDR 2004) - Ich kann allem widerstehen, außer der Versuchung – Notizen zu Oscar Wilde (MDR 2004) - Arme Männer, schreckliche Frauen – Esther Vilar (MDR 2005) - Aus Wut bin ich Humorist geworden: Der Dichter Paul Scheerbart (MDR 2005) - New York, Frauen und Neurosen: Woody Allen (MDR 2005) - Das Schreiben hat mich zum Schweigen geführt: Samuel Beckett (MDR 2006) - Der Sarkastische Moralist: George Bernard Shaw (MDR 2006) - Die Welt in der beschaulichen Nussschale: Johann Peter Hebel (MDR 2006) | - Wer beobachten will, darf nicht mitspielen: Wilhelm Busch, der heitere Misanthrop (MDR 2007) - Ich möchte an keinem anderen Beruf zugrunde gehen: Leonhard Frank (MDR 2007) - Rückkehr in die Ferne – Notizen zu Joseph von Eichendorff (MDR 2007) - Die See ist nicht mein Thema – Joseph Conrad: der britische Pole (MDR 2007) - Purzelbäume im Bücherwald – Ein Porträt des Verlegers Heinrich Maria Ledig-Rowohlt (MDR 2008) - Sie lebte wie die Falter, die Blumen: Franziska Gräfin zu Reventlow (MDR 2008) - Die Flinten und das Korn: Der Humorist Jaroslav Hašek (MDR 2008) - Wenn ich einen Dichter zerlege wie einen Fisch: Karl Kraus (MDR 2008) - Mein Erfolg ist ein einziges Missverständnis: Helmut Qualtinger (MDR 2008) - Das Komische ist überall verborgen: Nikolai Gogol (MDR 2009) - Realismus allein genügt nicht: John Millington Synge (MDR 2009) - Was meinen Sie, Doktor Watson?: Arthur Conan Doyle (MDR 2009) - Schreiben für Bier und Miete: O. Henry (MDR 2010) - Wenn ein Geschäftsmann seinen Neigungen nachgeht: Daniel Defoe (MDR 2010) - Viele haben den Wunsch, mich zu erschlagen: Karl Kraus (MDR 2011) - Autoren sollten stehend an einem Pult schreiben: Ernest Hemingway (MDR 2011) - Mr. Wrigleys Geschenk an die werten Kunden (MDR 2011) - Picasso, das egomane Genie (MDR 2011) - Meine Werke sind lauter Diagnosen: Arthur Schnitzler (MDR 2012) - Alles an dem Kerl ist Rache: August Strindberg (MDR 2012) - Und tönen wie Gewitter – Kleine Furzologie (MDR 2012) - Eine Milchstraße von Einfällen – Jean Paul (MDR 2013) - Mein lieber Schwan – Richard Wagner-Parodien (MDR 2013) - Von Seeräubern und anderen Halunken - Fritz Grasshoff, Quedlinburg (MDR 2013) - Drei waagerecht, fünf senkrecht – Am 21. Dezember 1913 wurde das erste Kreuzworträtsel veröffentlicht (MDR 2013) - Gebraus und Gedröhn aus 1200 Pfeifen: Rudolph Wurlitzer (MDR 2014) - ...eine Art Goethe Roman – 1939 erscheint Thomas Manns „Lotte in Weimar“ (MDR 2014) - Komik ist eine Übertreibung der Wahrheit – Stan Laurel (MDR 2015) |

## Auszeichnung
- Das goldene Kabel 1994 für das Hörspiel Der Traum der Kreuzworträtsellöserin (hr/MDR 1993)